# Station Dudelange-Usines
Station Dudelange-Usines (Luxemburgs: Gare Diddeleng-Schmelz) is een spoorwegstation in de Luxemburgse plaats en gemeente Dudelange.
Het station ligt aan lijn 60, aan de zijtak Station Bettembourg - Volmerange-les-Mines. Het wordt beheerd door de Luxemburgse vervoerder CFL.
Oorspronkelijk was het station het eindpunt van de dienst Bettembourg - Dudelange. In 1999 werden op het traject, dat tot dan toe drie stations kende, twee haltes toegevoegd, te weten station Dudelange-Burange en station Dudelange-Centre. De lijn kreeg daarmee een S-Bahn-achtig karakter. In 2003 verloor station Dudelange-Usines haar functie als eindhalte doordat de lijn werd doorgetrokken naar Volmerange.
Station Dudelange-Usines is een van de twee Dudelangse stations met een stationsgebouw. Het daar aanwezige loket is echter beperkt geopend. In het stationsgebouw is tevens een immigratiekantoor gevestigd, vanwege de ligging dicht bij de grens met Frankrijk.

## Treindienst
| Serie   | Treinsoort             | Route                                                 | Bijzonderheden             |
| ------- | ---------------------- | ----------------------------------------------------- | -------------------------- |
| RE 6500 | Regional-Express (CFL) | Luxemburg – Dudelange-Usines – Volmerange-les-Mines   | Rijdt alleen op werkdagen. |
| RB 6000 | Regionalbahn (CFL)     | Bettembourg – Dudelange-Usines                        | Rijdt alleen op zondag.    |
| RB 6100 | Regionalbahn (CFL)     | Bettembourg – Dudelange-Usines – Volmerange-les-Mines | Rijdt niet op zondag.      |

CFL Lijn 6 en 6a:
Luxemburg · Luxembourg-Howald · Howald · Fentange · Berchem · Bettembourg · Noertzange · Schifflange · Esch-sur-Alzette · Belval-Université · Belval-Lycée · Belval-Rédange · Belvaux-Soleuvre · Oberkorn · Differdange · Niederkorn · Pétange · Lamadeleine · Rodange 

CFL Lijn 6b: Bettembourg · Dudelange-Burange · Dudelange-Ville · Dudelange-Centre · Dudelange-Usines · Volmerange-les-Mines

CFL Lijn 6c: Noertzange · Kayl · Tétange · Rumelange · Rumelange-Ottange

CFL Lijn 6e: Esch-sur-Alzette · La Hoehl · Audun-le-Tiche
Zie ook: CFL Lijn 1 · CFL Lijn 2 · CFL Lijn 3 · CFL Lijn 4 · CFL Lijn 5 · CFL Lijn 7